# 李龍基
李龍基（英語：Li Lung Kay，1950年11月1日—），本名李洪基，香港男歌手兼演員，其現任未婚妻是王青霞。
李龍基最初以酒廊歌手出身，在1970年代因演出無綫電視歌唱選秀節目《聲寶之夜》而獲經理人發掘，此後全職擔任歌手。其藝名「李龍基」由前經理人梁柏濤所改。李龍基曾是亞洲電視和無綫電視合約藝人，最近以自由身演出無綫劇集。

## 背景

### 早年生活
李龍基原名「李洪基」，早年在市區出生，由2歲起於新界屯門區藍地屯子圍長大（父母在李投身社會後仍居住在該處），有十兄弟姊妹，自己排行第五，父母初以務農為生。他就讀昔日位於屯子圍的屯門學校、中華基督教會何福堂書院（中一至中五）以及萃華英文書院（中六）。小學成績一般，在讀中學期間修讀理科，初中時自學結他和隨導師拉奏小提琴，又通過在高中中學夏令營表演唱歌而獲邀請於1967年登上當年由蓮花樂隊主音許冠傑和余杏美主持的《星報》青年節目《Star Show》。
於中六預科畢業後，即1970年，李龍基因家境貧窮以致無法升學，先於朋友在旺角大廈樓梯底開設的小型電子修理舖當員工，再於1971年經任職嘉頓麵包廠清潔技工的母親介紹，到深水埗嘉頓麵包廠任職機械部機械工程學徒，負責為自動化機器添加機油，離職前的一段時間因成功修理一部剛出廠便壞了的生產機器而被晉升為機械工程師主管，曾為廠房設計了一部灑芝麻機以協助製作麥當勞的巨無霸包。由於對機電產生興趣，他除了報讀位於油麻地長樂街的大華無線電專科學校無線電工程函授科證書和位於保安道的哥林比亞無線電工程學校夜間無線電工程實物函授科證書課程，亦自行研讀相關書籍。

### 事業發展

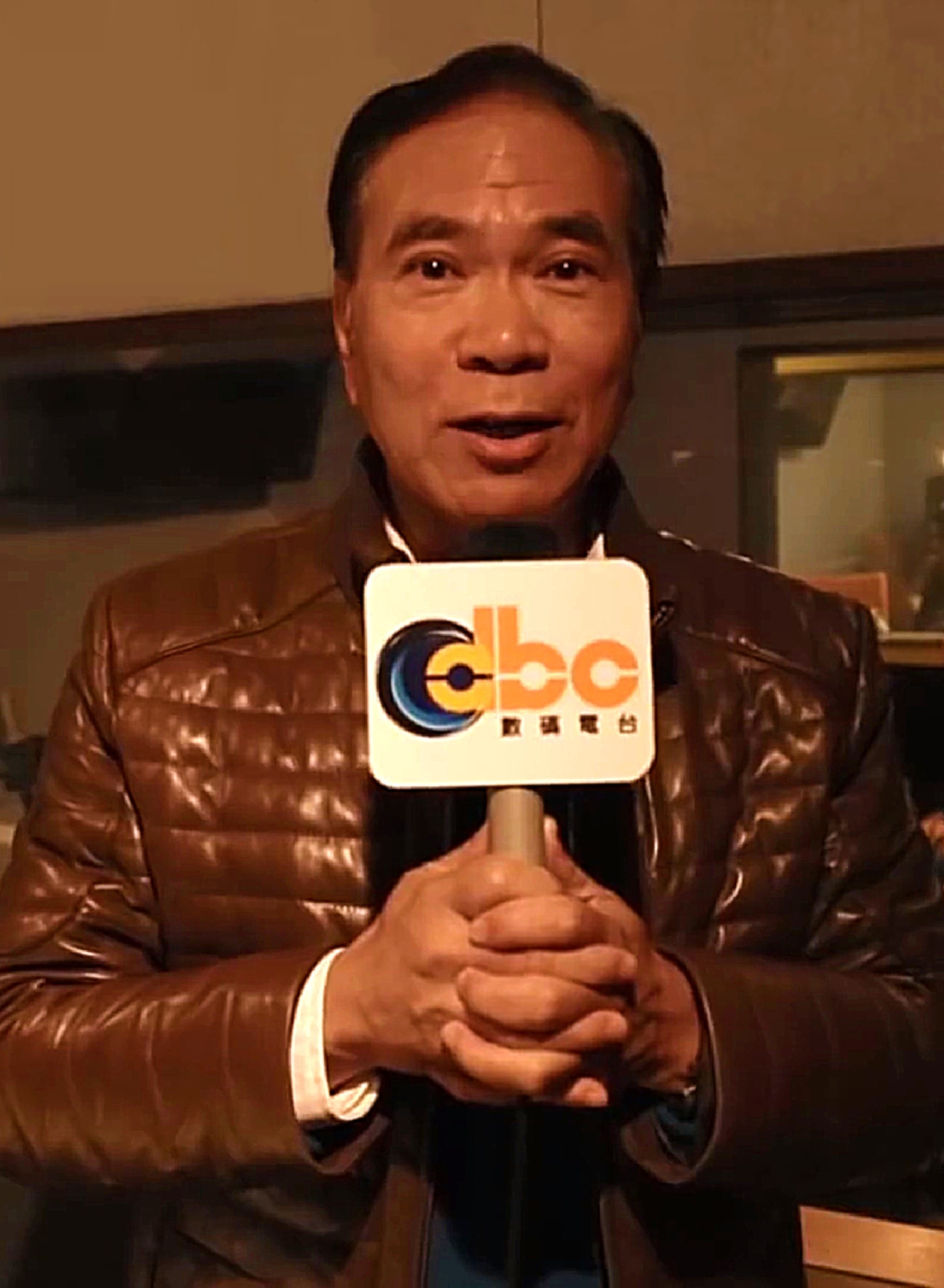
2014年向數碼電台DBC聽眾拜年

1975年，在家人為他填寫《聲寶之夜》報名表格下，李龍基參加無綫電視《聲寶之夜》天才表演，得到第二名，大半年後獲「啱啱好娛樂公司」負責人梁柏濤賞識簽約半兼職歌手，逐漸轉為全職歌手。由1977年起兼任歌手，於不同地區活動及九龍區的麗斯餐廳唱歌，至1978年才辭去機械工程師一職（共7年）。其時機械部主管提供續約誘因，包括加薪和到日本接受機械工程培訓，李龍基仍然選擇投身歌壇。
在出道早期，李龍基的形象略為粗獷，故有「斬柴佬」（即樵夫）的綽號，1978年加入百代唱片後，曾為不少電視劇作品演唱主題曲。其首本名曲是一些電視劇主題曲，如1978年麗的電視劇集《巨星》同名主題曲、1978年麗的電視劇集《浣花洗劍錄》同名主題曲、1979年麗的電視劇集《怒劍鳴》同名主題曲（被時任麗的電視音樂總監黎小田賞識而主唱）、1981年無綫電視劇集《佛山贊先生》同名主題曲、1982年無綫電視劇集《男子漢》同名主題曲、1982年無綫電視劇集《花艇小英雄》同名主題曲，以及1983年無綫電視劇集《勇者福星》的主題曲《一切待揭盅》及插曲《浪子嬌娃》等。此外，《稻草人》、《路直路彎》和《人生曲》也是他的首本名曲。佳藝電視配音外購劇集的粵語歌曲有《婚變之謎》及《過山虎》，日本動畫歌曲則有《金剛飛天鑽》的主題曲。直至1980年，李龍基與經理人產生意見分歧，未幾應邀到朋友開設、位於佐敦道的大華餐廳當駐場歌手，輾轉在名氣愈盛的情況下到新世界中心藍帶餐廳共4間餐廳酒廊演唱，收入大幅增加。同期與朋友開設聯絡歌星演唱的公司。
1981年，礙於長期精神緊張令身體健康出現問題，李龍基遇上親臨酒廊提出加入邀請的無綫電視綜藝科高層馮吉隆，結果跟無綫電視簽訂歌手部頭合約，主要拍攝劇集和每月亮相《歡樂今宵》表演兩次。本來李龍基於1978年為麗的電視主唱《巨星》一曲，麗的一方有意簽他為藝人；最終沒有成事，吳雨有見《歡樂今宵》製作組的歌手不敷應用，由是游說李加盟演出。當時大量酒廊歌手獲唱片公司招入麾下，他本與百代唱片解約，繼續以自由身歌手身分登台，並沒有受到唱片業界的不明文限制，例如規定旗下歌手只能上電視台獻唱，而不能到酒廊登台。1981年隨著加入無綫電視，他再次簽約百代唱片，推出《情謎》。1983年，李龍基推出專輯《豹子膽》，其中收錄了改編自美國男歌手Bob Nolan1930年代鄉村音樂歌曲《There's a Roundup in the Sky》、並由林振強填詞的自傳式單曲《斬柴佬》。而1984年的《浪子嬌娃》則是李龍基將發展重心轉移至拍劇前所推出的最後一張專輯。1984年，與蔡楓華及張明敏合組「歌富製作公司」主力籌備演唱會，其後他於1980年代末經營卡啦OK歌廳生意，1990年開始改簽藝員合約，2001年得罪電視台高層，繼而未獲續約，往後參與過《名曲滿天星》、《Sunday靚聲王》一類節目，2008年加入亞洲電視。
在2000至2010年代，李龍基間中參與電影及電視劇演出。他於2015年7月假香港文化中心舉行一場《李龍基登基邁向40年演唱會》。而原定於2019年11月跟葉振棠及陳浩德假伊利沙伯體育館舉行《三生有幸經典再現演唱會2019》，但鑑於社會不穩定，最後延期至2020年5月29日至5月31日舉行。2021年受2019冠狀病毒病疫情影響而宣布取消演唱會。
自2023年起，李龍基與未婚妻王青霞的感情生活惹起大眾關注，亦使李龍基知名度再度提升。2024年3月12日，李龍基推出單曲《雲淡風清》，該曲由李龍基作曲、盧永強填詞、趙文海編曲。

### 其他資料
李龍基名字的粵語和普通話發音跟唐朝君主唐玄宗李隆基相同。他曾多次飾演皇帝，例如兩次飾演過唐朝皇帝，分別於無綫電視劇集《天子尋龍》中飾演唐高祖李渊，以及在2017年以自由身形式重返無綫電視參演劇集《宮心計2深宮計》中的唐睿宗李旦。他在該劇裡飾演李旦，即是唐玄宗的父親唐睿宗，而馬浚偉则飾演年輕版的唐玄宗，但未曾「做返自己」。See See TVB 在宣傳該劇時以此玩笑重新剪接及配音，製作了一套趣劇。
2011年3月22日，李龍基在尖沙咀中間道的遠東大廈後巷，無端遭一名南亞裔醉漢揮拳襲擊，其臉部和右眼受傷，眼鏡也被打爛。

## 感情生活
李龍基在1970年代與第一任妻子結婚，育有兩女一子，但因婚外情及不懂體諒另一半而離婚。李龍基於1990年代曾遷到深圳福田區與比他年輕二十多年的第二任妻子居住。李龍基在2018年對《明報周刊》説用自己賺來的錢買的全部五/六個物業全部寫在了這個妻子名下，用來保障她以後生活無憂(按：見下段；過了不久又説自己擁有七個物業，不知這意味上述/下述是假/錯的，把給了卓氏的拿了回來，還是經其他渠道獲得了新的。)。卓氏曾經懷上李龍基的孩子，卻在2020年3月臨盆前小產了。
2020年傳媒報道他與比他年輕36年的王青霞（Chris Wong）多次結伴，他稱雙方只是朋友關係，至2021年卻在《明周》的專訪中説王青霞是其太太(後來又對其他傳媒説她只是女朋友/未婚妻)；王氏自稱飛機工程師，於2019年懷孕，2020年經歷小產。網絡資料顯示王青霞祖籍佛山丹灶鎮下安，就讀於南海實驗學校。根據媒體於2023年2月至3月的報導，李龍基打算於2023年內與王青霞結婚，並表示已將大灣區7套房產物業全部都已轉到女友名下(後來又向《香港01》説沒有這樣做)。但至2023年12月底，李龍基突然表示婚事要押後，原因是女友家有白事。
2024年，王氏陷入偽造政府和學校證書、謊稱別人作的畫出自自己之手、借錢不還等指控，李氏在胡楓的小紅書帳號的視頻説願意接受她的過去。王青霞於2024年2月19日因「取得入境證而作出虛假陳述」、「使用虛假文書」、「向入境主任作出虛假陳述」、「管有虛假文書」及2條「違反逗留條件」等六項控罪被入境事務處扣查，2024年6月19日，王青霞被判入獄25個月。

## 個人嗜好
在個人嗜好方面，他醉心遙控飛機逾40年，與張武孝是好友，也愛好玩遙控飛機及航拍專用的飛機。2019年接受訪問時稱有二、三百部飛機在手。李於1996年開始出國，如西班牙、波蘭等地參加遙控飛機業餘比賽。

## 演出作品
*以下列表只記錄李龍基演出過的影視作品，若有遺漏，請協助補充相關資料。

### 電視劇（無綫電視）
| 首播   | 名稱                 | 角色              | 備註                                                        |
| 1983年 | 神鵰俠侶             | 王重陽            |                                                             |
| 1985年 | 鍾無艷               | 齊宣王            |                                                             |
| 1985年 | 同居房客             |                   |                                                             |
| 1985年 | 楊家將               | 宋太宗            |                                                             |
| 1986年 | 鑽石王老五           | 阿森              |                                                             |
| 1986年 | 寶蓮燈               | 玉皇大帝          |                                                             |
| 1986年 | 神劍魔刀             | 池中游            |                                                             |
| 1987年 | 大明群英             | 元順帝            |                                                             |
| 1988年 | 都市方程式           | 周培              |                                                             |
| 1988年 | 無名火               | 楊家良            |                                                             |
| 1989年 | 大城小警             | 陳展博            |                                                             |
| 1989年 | 串燒冤家             |                   |                                                             |
| 1989年 | 天涯歌女             | 谷超              |                                                             |
| 1990年 | 零點出擊             | 蒙帶妹            |                                                             |
| 1990年 | 蜀山奇俠             | 離垢普渡居士      |                                                             |
| 1991年 | 我係黃飛鴻           | 黃超武            |                                                             |
| 1991年 | 人海驕陽             | 王燦成            |                                                             |
| 1991年 | 皇家鐵馬             | 張錦輝            |                                                             |
| 1991年 | 老友鬼鬼             | 尚中發            |                                                             |
| 1991年 | 水滸英雄傳           | 梁中書            |                                                             |
| 1991年 | 夢裏伊人             | 沈光輝            |                                                             |
| 1991年 | 藍色風暴             | 吉叔              |                                                             |
| 1992年 | 闔府搶錢             | 雷一飛            |                                                             |
| 1992年 | 卡拉屋企             | 尚中發            |                                                             |
| 1992年 | 摩登小男人           | Paul              |                                                             |
| 1992年 | 兄兄我我             | 劉備弟            |                                                             |
| 1992年 | 血濺塘西             | 布坊主人          |                                                             |
| 1992年 | 反斗威龍             | 白玉堂            |                                                             |
| 1992年 | 龍影俠               | 尤萬金            |                                                             |
| 1993年 | 大頭綠衣鬥殭屍       | 阿丙              |                                                             |
| 1993年 | 雌雄大老千           | 大昂              |                                                             |
| 1993年 | 精靈酒店             | 羅成基            |                                                             |
| 1993年 | 如來神掌再戰江湖     | 天賜              |                                                             |
| 1994年 | 射鵰英雄傳之南帝北丐 | 金牙貴            |                                                             |
| 1994年 | 獨臂刀客             | 慕容逸            |                                                             |
| 1994年 | 再見亦是老婆         | 洪有康            |                                                             |
| 1994年 | 笑看風雲             | 巫紀正            |                                                             |
| 1994年 | 阿Sir早晨            | 方志仁            |                                                             |
| 1994年 | 壹號皇庭III          | 羅偉林            |                                                             |
| 1995年 | 命轉乾坤             | 韋俊武            |                                                             |
| 1995年 | 親恩情未了           | 阿標              |                                                             |
| 1995年 | 壹號皇庭IV           | 羅偉林            |                                                             |
| 1995年 | 男人四十一頭家       | 伍富勤            |                                                             |
| 1995年 | 尋龍劍俠賴布衣       | 趙構              |                                                             |
| 1995年 | 刑事偵緝檔案II       | 劉志明            |                                                             |
| 1996年 | 新上海灘             | 洛萬軍            |                                                             |
| 1996年 | 真情                 | 洪星              |                                                             |
| 1996年 | 隋唐群英會           | 程咬金            |                                                             |
| 1996年 | 笑傲江湖             | 禿筆翁            |                                                             |
| 1996年 | 西遊記               | 玉帝              |                                                             |
| 1996年 | 900重案追凶          | 林永才            |                                                             |
| 1996年 | 聊齋                 | 毛松年 王赤城道士 | 單元四：狐仙報恩（第16-20集） 單元五：翁婿鬥法（第21-25集） |
| 1996年 | 地獄天使             | 區學兒父親        |                                                             |
| 1996年 | 緝私群英             | 蔣俊武            |                                                             |
| 1997年 | 濟公                 | 李贊善            |                                                             |
| 1997年 | 天龍八部             | 赫連鐵樹          |                                                             |
| 1997年 | 醉打金枝             | 平安              |                                                             |
| 1997年 | 苗翠花               | 恭親王            |                                                             |
| 1997年 | 狀王宋世傑           | 王虎              |                                                             |
| 1997年 | 難兄難弟             | 曹發華            |                                                             |
| 1997年 | 真命天師             | 連百              |                                                             |
| 1997年 | 樂壇插班生           | 白頭神探          |                                                             |
| 1998年 | 西遊記（貳）         | 玉帝              |                                                             |
| 1998年 | 聊齋 (貳)            | 皇帝              |                                                             |
| 1998年 | 離島特警             | 陳仲棋            |                                                             |
| 1999年 | 刑事偵緝檔案IV       | 鍾永財            |                                                             |
| 1999年 | 狀王宋世傑(貳)       | 錢十世            |                                                             |
| 1999年 | 衝上人間             | 文廣成            |                                                             |
| 1999年 | 洗冤錄               | 藍濤              |                                                             |
| 1999年 | 騙中傳奇             | 老千              |                                                             |
| 1999年 | 創世紀               | 阿曾              |                                                             |
| 1999年 | 人龍傳說             | 大臣              | 第1、4及14集                                                |
| 1999年 | 金玉滿堂             | 和親王            |                                                             |
| 2000年 | 楊貴妃               | 宋渾              |                                                             |
| 2000年 | 倚天屠龙记           | 宋遠橋            |                                                             |
| 2000年 | 金裝四大才子         | 陳忠              |                                                             |
| 2000年 | Loving You我愛你     | 添叔              |                                                             |
| 2001年 | 尋秦記               | 秦莊襄王          |                                                             |
| 2001年 | 錦繡良緣             | 周文貴            |                                                             |
| 2001年 | 天子尋龍             | 李淵              | 海外首播                                                    |
| 2002年 | 洛神                 | 辛毗              |                                                             |
| 2002年 | 騎呢大狀             | 大人              |                                                             |
| 2002年 | 談判專家             | 羅暉              |                                                             |
| 2002年 | 鄭板橋               | 大夫              | 海外首播                                                    |
| 2018年 | 宮心計2深宮計        | 李旦              |                                                             |
| 2020年 | 法證先鋒IV           | 胡卓亨            |                                                             |
| 2021年 | 逆天奇案             | 沈宏福            |                                                             |
| 2021年 | 星空下的仁醫         | 連誠武            |                                                             |
| 2021年 | 十月初五的月光       | 汪洋              |                                                             |
| 2023年 | 法言人               | 金發              |                                                             |
| 2024年 | 逆天奇案2            | 沈宏福            |                                                             |

### 電視劇（麗的電視/亞洲電視）
- 1978年：《浣花洗劍錄》 飾 劍客（被蕭笙情商客串；佳藝電視）[註 6]
- 2008年：《火蝴蝶》 飾 章守義
- 2010年：《勝者為王》 飾 東叔

### 電視劇（香港電台）
- 2010年：《火速救兵》 第7集 最強保護 飾 陸文初
- 2012年：《火速救兵II》 第3集 急救先鋒 飾 楊明佳
- 2017年：《手語隨想曲5》 第6集 「奇幻劇場」演出

### 電視劇（其他）
- 2003年：《靈異偵緝檔案》 飾 陳忠（有線電視）

### 電視電影
- 1996年：《失鎗48小時》
- 1996年：《夜之女》

### 電影
- 1980年：《喝采》 飾 影視紅星籃球隊球員
- 1982年：《新天龍八部》 飾 段正淳
- 1991年：《千王》 飾 師爺基
- 1996年：《藝壇照妖鏡之96應召名冊》
- 1999年：《皇家香港警察的最後一夜之一體兩旗》 飾 懷哥
- 2004年：《癲鳳傻龍》
- 2004年：《情陷掌門人》 飾 少隆父親
- 2011年：《我愛HK開心萬歲》 飾 三太公
- 2013年：《釋迦牟尼佛傳》 飾 淨飯王
- 2016年：《妄想症》 飾 陳警官
- 2016年：《選老頂》 飾 地叔
- 2018年：《吃貨神探之獵獸行動》 飾 仁叔

### 電視節目
主持（無綫電視）
- 1986年：棋逢敵手

嘉賓及演出（無綫電視）
- 1967年：Star Show（演出）
- 1981年至1990年：歡樂今宵（演出）[25]
- 1984年：巨星霹靂群英會
- 1984年：活力羣星奪錦標
- 2000年：星光燦爛仁愛堂[51]
- 2000年：歡樂今宵[52]
- 2001年：名曲滿天星
- 2010年：金曲擂台
- 2015年6月29日：今日VIP
- 2015年：Sunday靚聲王
- 2017年至2020年：流行經典50年
- 2021年：單對單（第1集米雪訪問部分）
- 2021年：代溝關注組
- 2024年：除夕倒數迎金龍
- 2024年：福祿壽訓練學院[53]

嘉賓（其他）
- 1989年：聽歌學英文（香港電台電視部）
- 2008年：樂壇風雲50年（亞洲電視）
- 2013年：明星私相簿（有線娛樂新聞台）
- 2015年：ATV歲月如歌大賞（亞洲電視）

## 廣告
- 2019年：GNT 腦活素（與戴耀明）
- 2021年：唯聽助聽器

## 音樂作品

### 專輯
- 1978年：巨星
- 1979年：浣花洗劍錄
- 1980年：怒劍鳴
- 1981年：情謎
- 1982年：男子漢
- 1983年：豹子胆
- 1984年：浪子嬌娃
- 2002年：獅子山問答

### 精選輯
- 1982年：李龍基精選
- 1997年：多一點精選輯 (十二) 李龍基：人生曲
- 2002年：星聲傳集 - 李龍基
- 2009年：EMI 至愛經典系列：李龍基

### 單曲
- 2024年：雲淡風清

## 獎項
- 2015年：ATV歲月如歌大賞——ATV我最喜愛金曲男歌手
- 2021年：AEG音樂頒獎典禮2021——鑽石殿堂歌手

## 外部連結
- 李龍基的Facebook專頁
- 李龍基歌迷會網站
- 李龍基在香港影庫上的簡介
- 李龍基在豆瓣上的资料（简体中文）